# Cho Shik
Cho Shik (Samga, Gyeongsang del Norte, 26 de junio de 1501-1572; Hangul:조식, Hanja:曺植), político, académico, poeta y filósofo neoconfucionista de la dinastía Joseon de Corea. Fue miembro de la Facción Oriental.

## Obras
- Nammyungjip (남명집 南冥集)
- Nammyunghakgi (남명학기 南冥學記)
- Shinmyungshado (신명사도 神明舍圖)
- Phahanjapgi (파한잡기 破閑雜記)
- Nammyunghakgiyupyun (남명학기유편 南冥學記類編)
- Nammyungga (남명가 南冥歌)
- Gwonseonjirogha (권선지로가 勸善指路歌)